# Werner Lamberz

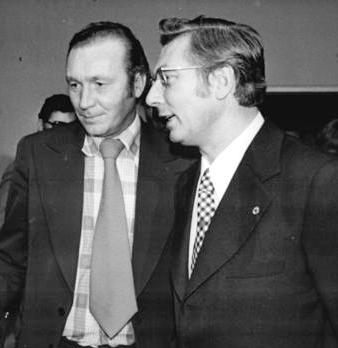
Werner Lamberz (re.) mit dem Filmregisseur Frank Beyer, April 1975

Werner Lamberz (* 14. April 1929 in Mayen; † 6. März 1978 am Wadi Suf al-Jin, Libyen) war ein Mitglied des Politbüros des Zentralkomitees der SED in der DDR.

## Leben

### Zeit des Nationalsozialismus
Werner Lamberz war der Sohn des KPD-Politleiters Peter Lamberz (1897–1968). Von 1939 bis 1943 war er Mitglied des Deutschen Jungvolks und bis 1945 der Hitlerjugend. Ein Jugendfreund von Lamberz war der ebenfalls in Mayen aufgewachsene Schauspieler Mario Adorf. Von 1941 bis 1944 war Lamberz Zögling der NS-Ordensburg Sonthofen, einer NS-Eliteschule, die nur außergewöhnlich begabte Jungen aufnahm. Es ist unklar, ob dadurch die Nationalsozialisten Lamberz seiner Familie entfremden wollten oder ob die Familie ihn als Spross eines „Volksverräters“ schützen wollte.

### Sowjetische Besatzungszone und DDR

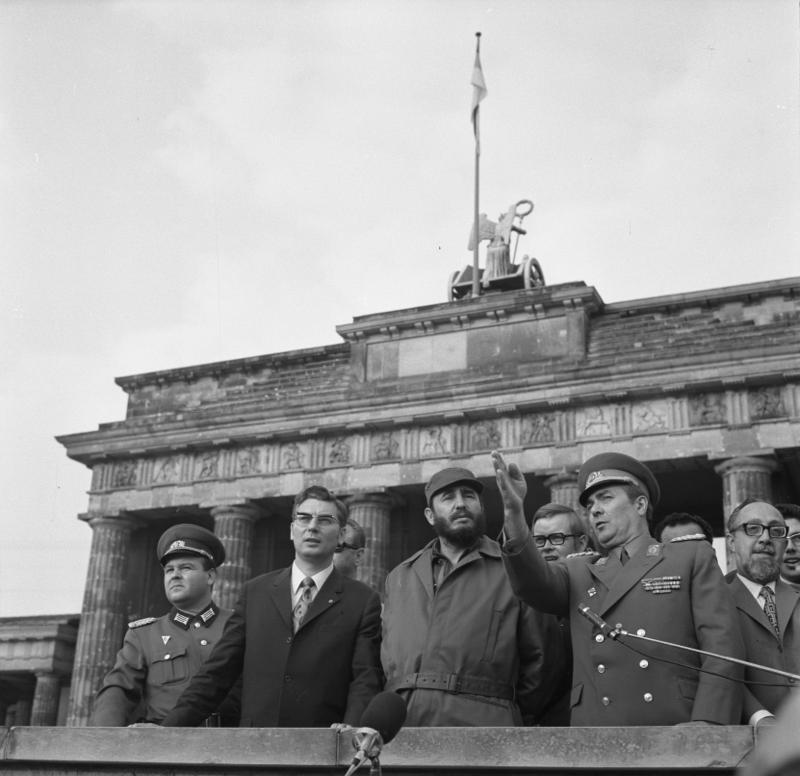
Werner Lamberz (2.v.l.) mit Fidel Castro (Mitte) am Brandenburger Tor, Juni 1972

Im Dezember 1944 kehrte Lamberz nach einem Sonderurlaub wegen eines schweren Bombenangriffs auf Mayen nicht mehr auf die Schule zurück. Ein Gymnasium durfte er nach Kriegsende nicht besuchen und nahm eine Lehre als Heizungsbauer auf. Nach dem Tod der Mutter ging er im September 1945 in die Sowjetische Besatzungszone zu seinem Vater nach Luckenwalde, der dort in der Verwaltung tätig war. Im Jahr 1948 beendete Lamberz seine Ausbildung. 1947 trat er der Freien Deutschen Jugend (FDJ) und der SED bei und wurde FDJ- und SED-Funktionär für den Kreis Luckenwalde und 1949–1952 für das Land Brandenburg.
Im Jahre 1950 studierte er in der Landesparteischule auf dem Gut Schmerwitz und 1952–1953 an der Komsomol-Hochschule in Moskau. Danach war er bis 1963 Mitglied und Sekretär des Zentralrates der FDJ, zunächst für Agitation und Propaganda, dann für Kulturarbeit und – nach einem Aufenthalt 1955–1959 als Vertreter des Zentralrates der FDJ im Exekutivkomitee des Weltbundes der Demokratischen Jugend in Budapest – für Internationale Verbindungen, Westarbeit und Studentenangelegenheiten.

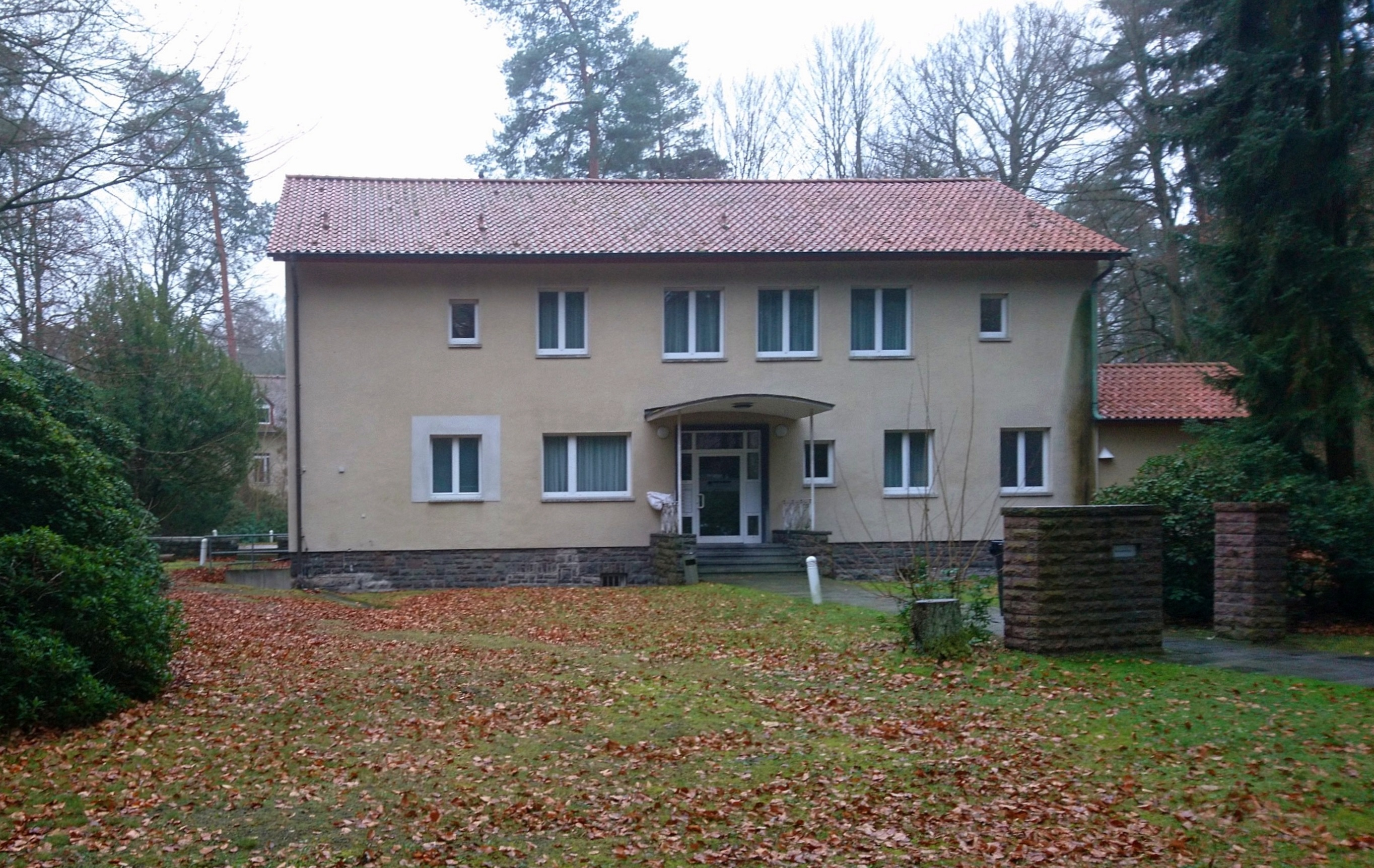
Waldsiedlung Wandlitz, das einst von Lamberz sowie Egon Krenz und Bruno Leuschner bewohnte „Haus 4“

1963 wechselte Lamberz in den ZK-Apparat. Er wurde Kandidat des Zentralkomitees der SED und Leiter der Abteilung Auslandsinformation sowie Mitglied der Kommission für Agitation und Propaganda. 1966 wechselte er als Leiter zur Abteilung Agitation und wurde Leiter der Kommission für Agitation und Propaganda. Seit 1967 war er Abgeordneter der Volkskammer, Mitglied und Sekretär des Zentralkomitees der SED, zuständig für die Abteilungen Agitation und Propaganda sowie der Parteihochschule „Karl Marx“. 1970 wurde er Kandidat und 1971 Mitglied des Politbüros des ZK der SED. 1971 regelte er beim Sturz Walter Ulbrichts im Auftrag Erich Honeckers die Abstimmung mit der sowjetischen Parteiführung.
Als Leiter der Abteilung Agitation war es Lamberz’ Aufgabe, die DDR-Presse auf die politische Linie der SED einzuschwören. Lamberz galt als Hoffnungsträger und möglicher Nachfolger Honeckers.

### Tödliches Unglück in Libyen
Lamberz besuchte im Rahmen einer Afrika-Reise im März 1978 Libyen. Hintergrund waren Verhandlungen mit der libyschen Regierung über die Gewährung von Krediten und ein Abkommen, das die Finanzierung von Technikexporten der DDR in Drittländer durch Libyen vorsah. Dabei verhandelte er auch mit Muammar al-Gaddafi in einem Zeltlager. Durch Lamberz’ Tod wurden die Vereinbarungen nie konsequent umgesetzt.
Auf dem Rückweg vom Zeltlager bei Wadi Suf al-Jin (Wādī Sawfajjīn), etwa 45 km südlich von Bani Walid, nach Tripolis geriet der Hubschrauber des Typs SA 321 Super Frelon mit der Delegation an Bord nach libyschen Angaben direkt nach dem Start ins Trudeln und stürzte ab. Kein Insasse überlebte. Vermutlich war die Ursache ein Defekt am Rotor. Nach Angaben der libyschen Behörden war es ein Unfall. Diese ließen allerdings keine Vertreter der DDR zur Untersuchung an die Unglücksstelle.
Unmittelbar nach Bekanntwerden von Lamberz’ Tod gab es bereits Spekulationen, ob es sich bei dem Unglück um ein Attentat gehandelt haben könnte in der Absicht, Lamberz oder Gaddafi zu beseitigen. Letzterer benutzte den Hubschrauber normalerweise. Lamberz wurde aufgrund seines für ein Politbüro-Mitglied vergleichsweise jungen Alters, seiner Eloquenz, Mehrsprachigkeit, Weltgewandtheit und Offenheit (insbesondere auch gegenüber den Kulturschaffenden in der DDR) mancherseits bewundert und andererseits mit Distanz betrachtet. So wurde vor seinem Tod regelmäßig spekuliert, dass sich die Führung der DDR unter seiner Ägide verändern würde, was diese unterschiedlichen Reaktionen hervorrief.
Mit Lamberz starben der ZK-Abteilungsleiter für internationale Verbindungen Paul Markowski, der Dolmetscher Armin Ernst und der Fotoreporter Hans-Joachim Spremberg, zwei libysche Piloten sowie fünf libysche Staatsfunktionäre.

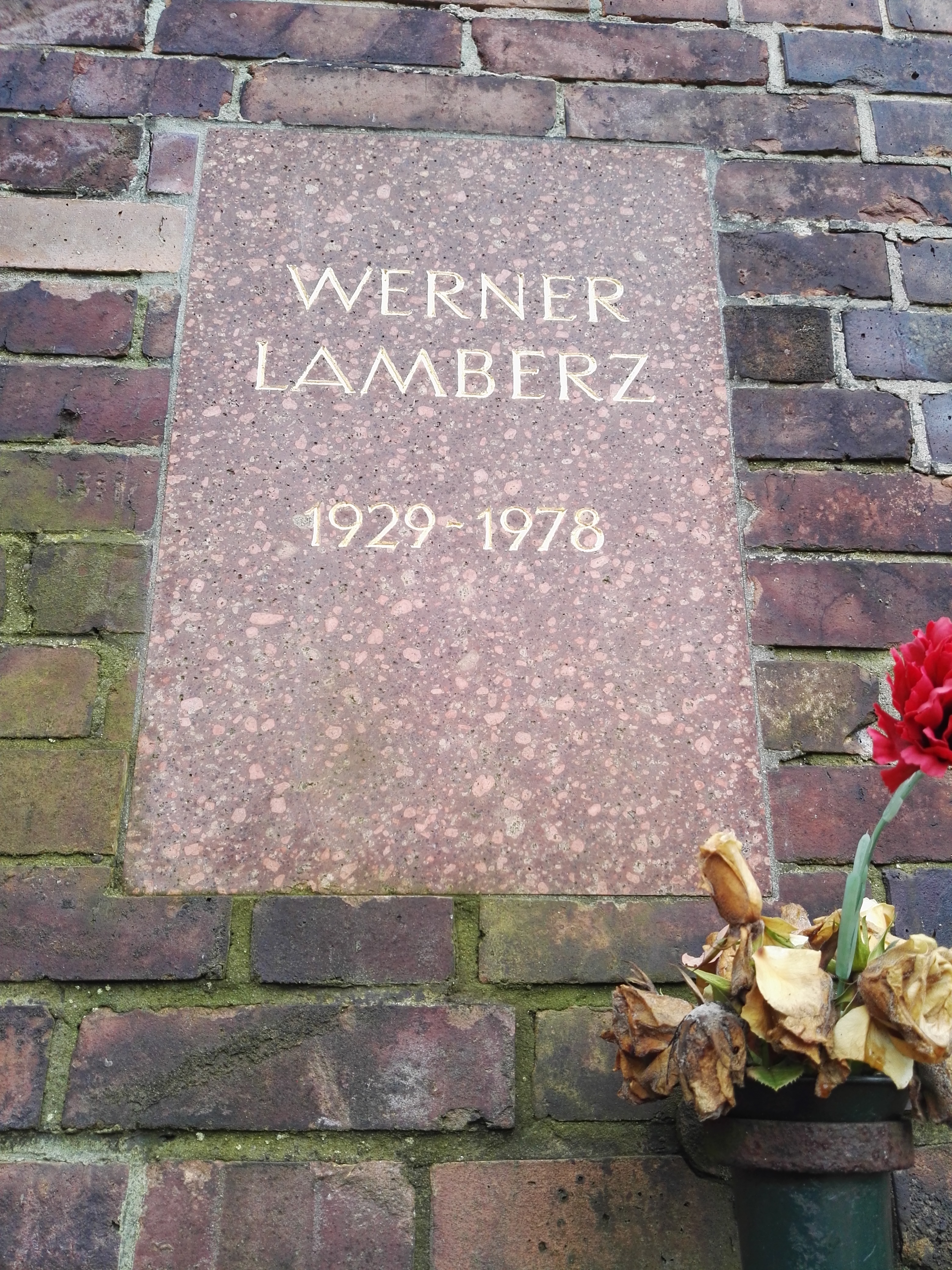
Werner Lamberz’ Grabstätte in der Gedenkstätte der Sozialisten

Die deutschen Opfer des Hubschrauberabsturzes wurden in der Berliner Charité obduziert. Unter ihnen sollte sich auch die Leiche von Lamberz befinden, deren Überreste jedoch nach Aussagen des Rechtsmediziners Wolfgang Keil nicht gefunden werden konnten. Bei dieser Obduktion wurden allerdings auch keine Anhaltspunkte für einen möglichen Anschlag – wie Bombensplitter – gefunden. Trotz des vermeintlich fehlenden Leichnams gab es ein Staatsbegräbnis, und die Urnen von Lamberz und Markowski wurden in der Gedenkstätte der Sozialisten auf dem Zentralfriedhof Friedrichsfelde in Berlin-Lichtenberg beigesetzt.
Werner Lamberz’ Ressort in der SED wurde von Joachim Herrmann übernommen. Als Muammar al-Gaddafi drei Monate nach Lamberz’ Tod die DDR besuchte, wurde das Unglück öffentlich nicht mehr erwähnt.
Werner Lamberz’ Vater Peter Lamberz ist auf dem Zentralfriedhof Friedrichsfelde in der Gräberanlage Pergolenweg bestattet. Werner Lamberz’ Sohn Ulrich (1952–2019) war Mitarbeiter der Partei Die Linke im Europäischen Parlament.

## Auszeichnungen
- Vaterländischer Verdienstorden in Bronze, 1964[7]
- Vaterländischer Verdienstorden in Gold[8]
- Orden Banner der Arbeit, 1968[9]